# Ángel de Andrés López
Ángel de Andrés López (Madrid, 13 de octubre de 1951-Miraflores de la Sierra, Madrid, 4 de mayo de 2016) fue un actor español, sobrino del también actor Ángel de Andrés Miquel (conocido como Ángel de Andrés).

## Biografía
Siendo niño apareció en televisión al lado de su tío quien le transmitió la afición por la interpretación.

"Yo entré en el mundo de la farándula con 4 años en una película de mi tío. Mi familia era de la burguesía y no querían que fuera actor, entonces me hicieron estudiar, claro"
Ángel de Andrés López (Diario El Mundo, 2016) 

Se licenció en Derecho, pero no llegó a ejercer la abogacía y se unió al grupo teatral Tábano. Sus años en el teatro independiente anticipan la llamada de Pedro Almodóvar para interpretar al marido de Carmen Maura en ¿Qué he hecho yo para merecer esto? (1984) y un pequeño papel como policía en Mujeres al borde de un ataque de nervios (1988).

"(Pedro Almodóvar) Me llamó para hacer otra película en la que Santiago Ramos y yo íbamos a hacer de padre e hijo, pero yo estaba haciendo teatro, al final la hicieran Fernando Guillén y su hijo. Sé que él se enfadó pero no le pude convencer de que era una cuestión de honor, yo al menos soy así, cuando doy mi palabra y mi mano es como si fuera una firma"
Ángel de Andrés López (Diario El Mundo, 2016) 

En el cine desarrolló una activa carrera rodando a las órdenes de Jaime Chávarri (Las cosas del querer), Ricardo Franco (¡Oh, cielos!), Carlos Saura (Taxi), Pilar Miró (El perro del hortelano y Tu nombre envenena mis sueños), Gerardo Vera (La Celestina), Joaquín Oristrell (¿De qué se ríen las mujeres?), Álex de la Iglesia (800 balas) y José Corbacho y Juan Cruz (Tapas).
Su participación en series de televisión que cosechan éxitos de audiencia le reportaron una notable popularidad, fundamentalmente gracias a Manos a la obra y su secuela, Manolo y Benito Corporeision, encarnando a su personaje Manolo Jumilla Pandero. También participó en otras series como Platos rotos, Lorca, muerte de un poeta, Villarriba y Villabajo, Diez en Ibiza, Pelotas y Carlos, Rey Emperador su último trabajo en televisión.

"Soy un actor muy ecléctico y he ido aprendiendo de todas partes. Siempre me ha gustado estudiar muchos estilos de interpretación, que es algo que yo introduciría en todas las escuelas de actores y que en este país no se hace."
Ángel de Andrés López (2010) 

Ángel de Andrés falleció inesperadamente de un infarto agudo de miocardio la noche del 4 de mayo de 2016 a la edad de 64 años en su domicilio de Miraflores de la Sierra, Madrid. El actor se encontraba solo en el momento de sufrir el ataque y fue uno de sus hijos el que encontró el cuerpo sin vida de su padre, "sentado en la butaca preferida de su casa". Fue incinerado en el Tanatorio de Galapagar (Madrid).

## Filmografía

### Cine
| Año  | Título                                   | Personaje                  | Director                               |
| ---- | ---------------------------------------- | -------------------------- | -------------------------------------- |
| 1979 | Con uñas y dientes                       | Matón #3                   | Paulino Viota                          |
| 1983 | Las autonosuyas                          |                            | Rafael Gil                             |
| 1984 | ¿Qué he hecho yo para merecer esto?      | Antonio                    | Pedro Almodóvar                        |
| 1985 | Luces de bohemia                         | Dorio                      | Miguel Ángel Díez                      |
| 1986 | Manuel y Clemente                        | Clemente                   | Javier Palmero                         |
| 1988 | Mujeres al borde de un ataque de nervios | Policía #1                 | Pedro Almodóvar                        |
| 1988 | Baton Rouge                              | Policía                    | Rafael Monleón                         |
| 1988 | No hagas planes con Marga                | Lolo                       | Rafael Alcázar                         |
| 1989 | Las cosas del querer                     | Juan                       | Jaime Chávarri                         |
| 1991 | Martes de Carnaval                       | Sepulturero                | Fernando Bauluz y Pedro Carvajal       |
| 1991 | Cómo levantar 1000 kilos                 |                            | Antonio Hernández                      |
| 1993 | Ciénaga                                  | Jorge 'Ranchito' Fernández | José Ángel Bohollo                     |
| 1993 | Huevos de oro                            | Gil el de los garbanzos    | Bigas Luna                             |
| 1995 | ¡Oh, cielos!                             | Dr. Vayreda                | Ricardo Franco                         |
| 1995 | Antártida                                | Matón                      | Manuel Huerga                          |
| 1996 | Taxi                                     | Velasco                    | Carlos Saura                           |
| 1996 | El perro del hortelano                   | Ricardo                    | Pilar Miró                             |
| 1996 | La Celestina                             | Centurio                   | Gerardo Vera                           |
| 1996 | Corsarios del chip                       | Productor                  | Rafael Alcázar                         |
| 1997 | ¿De qué se ríen las mujeres?             | Claudio                    | Joaquín Oristrell                      |
| 1997 | En brazos de la mujer madura             | Víctor                     | Manuel Lombardero                      |
| 1997 | Tu nombre envenena mis sueños            | Paco Valduque              | Pilar Miró                             |
| 1997 | El sueño de una noche... vieja           | Manolo Jumilla Pandero     | Irene Domínguez y Rafael Moral         |
| 1997 | Sólo se muere dos veces                  | Rector Kramer              | Esteban Ibarretxe                      |
| 1998 | 99.9                                     | Lázaro                     | Agustí Villaronga                      |
| 1998 | Me llamo Sara                            | Pancho                     | Dolores Payás                          |
| 2002 | 800 balas                                | Cheyenne                   | Álex de la Iglesia                     |
| 2003 | Platillos volantes                       | José                       | Óscar Aibar                            |
| 2004 | Tiovivo c. 1950                          | Acisclo                    | José Luis Garci                        |
| 2005 | Tapas                                    | Lolo                       | José Corbacho y Juan Cruz              |
| 2006 | Las locuras de Don Quijote               | Sancho Panza               | Rafael Alcázar                         |
| 2006 | Desde que amanece apetece                | Prados                     | Antonio del Real                       |
| 2006 | Teresa: el cuerpo de Cristo              | Obispo de Toledo           | Ray Loriga                             |
| 2008 | Sexykiller, morirás por ella             | Inspector                  | Miguel Martí                           |
| 2008 | El kaserón                               | Modesto                    | Pau Martínez                           |
| 2010 | La liga del arte criminal                | Néstor Villa               | Ángel de Andrés Téllez y Jordi Arencón |

### Televisión
| Año       | Título                                         | Personaje                            | Canal                 |          |
| --------- | ---------------------------------------------- | ------------------------------------ | --------------------- | -------- |
| 1984      | La comedia                                     | Inspector Brigada / Empleado / Viejo |                       |          |
| 1985      | Platos rotos                                   | David                                | La 1                  |          |
| 1986      | La voz humana                                  | Walter / Pío                         | La 1                  | La 2     |
| 1987-1988 | Lorca, muerte de un poeta                      | Ruiz Alonso                          |                       |          |
| 1989      | Delirios de amor                               | Jorge                                |                       |          |
| 1989-1991 | Pase sin llamar (Cajón desastre)               | Fede                                 | La 1                  |          |
| 1990      | Eva y Adán, agencia matrimonial                | Benigno García                       | La 1                  |          |
| 1990      | La forja de un rebelde                         | Padre Joaquín                        | La 1                  |          |
| 1991      | Las chicas de hoy en día                       | Piloto                               | La 1                  |          |
| 1991      | Eurocops                                       | Roberto                              | La 1                  |          |
| 1991      | La huella del crimen 2                         | Ramón Muñoz                          | La 2                  |          |
| 1991      | La hija de los lobos                           | Corbon                               | France 3 Cinéma, RTVE |          |
| 1992      | Las auténticas aventuras del profesor Thompson | Boris (voz)                          | La 1                  |          |
| 1994      | ¡Ay, Señor, Señor!                             | Mauro                                | La 1                  | Antena 3 |
| 1994      | Serie negra                                    |                                      | La 1                  | La 2     |
| 1994-1995 | Villarriba y Villabajo                         | Mariano                              |                       |          |
| 1995      | Pepa y Pepe                                    | Rafa Romero                          |                       |          |
| 1997      | Contigo pan y cebolla                          | Manolo                               | La 1                  |          |
| 1998-2001 | Manos a la obra                                | Manuel (Manolo) Jumilla Pandero      | La 1                  | Antena 3 |
| 2004      | Diez en Ibiza                                  | Ángel                                | La 1                  | La 1     |
| 2006-2007 | Manolo y Benito Corporeision                   | Manuel (Manolo) Jumilla Pandero      | Antena 3              |          |
| 2007      | Hermanos y detectives                          | D. Luis Valero                       |                       |          |
| 2008      | El comisario                                   | Justo Palomero                       | Telecinco             |          |
| 2009-2010 | Pelotas                                        | Florencio Sáez                       | Telecinco             | La 1     |
| 2011      | Los Quién                                      | Chicho                               | Antena 3              |          |
| 2015      | Carlos, Rey Emperador                          | Clemente                             | La 1                  |          |
| 2015      | Cuéntame cómo pasó                             | Sebastián                            | La 1                  |          |

### Teatro
- Muerte accidental de un anarquista (1978)
- Aquí no paga nadie (1983)
- Kabarett para tiempos de crisis (1984)[11]
- La loca carrera del árbitro (1985, actor y director)
- Wilt (2012)[12]

## Candidaturas

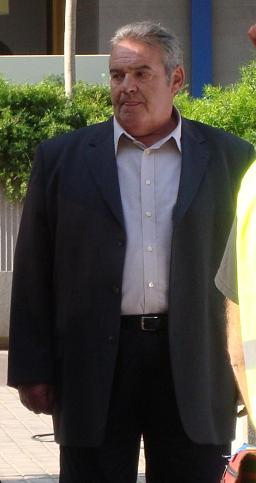
Ángel de Andrés López en 2008.

| Año  | Premio                    | Categoría              | Película    | Resultado |
| ---- | ------------------------- | ---------------------- | ----------- | --------- |
| 1988 | Premios Goya              | Mejor Actor De Reparto | Baton Rouge | Candidato |
| 2006 | Premios Barcelona de Cine | Mejor Actor            | Tapas       | Candidato |